# یولاند بیکمن
یولاند بیکمن (انگلیسی: Yolande Beekman؛ ۷ نوامبر ۱۹۱۱ – ۱۳ سپتامبر ۱۹۴۴) یک فرد نظامی اهل فرانسه بود.

## زندگی‌نامه

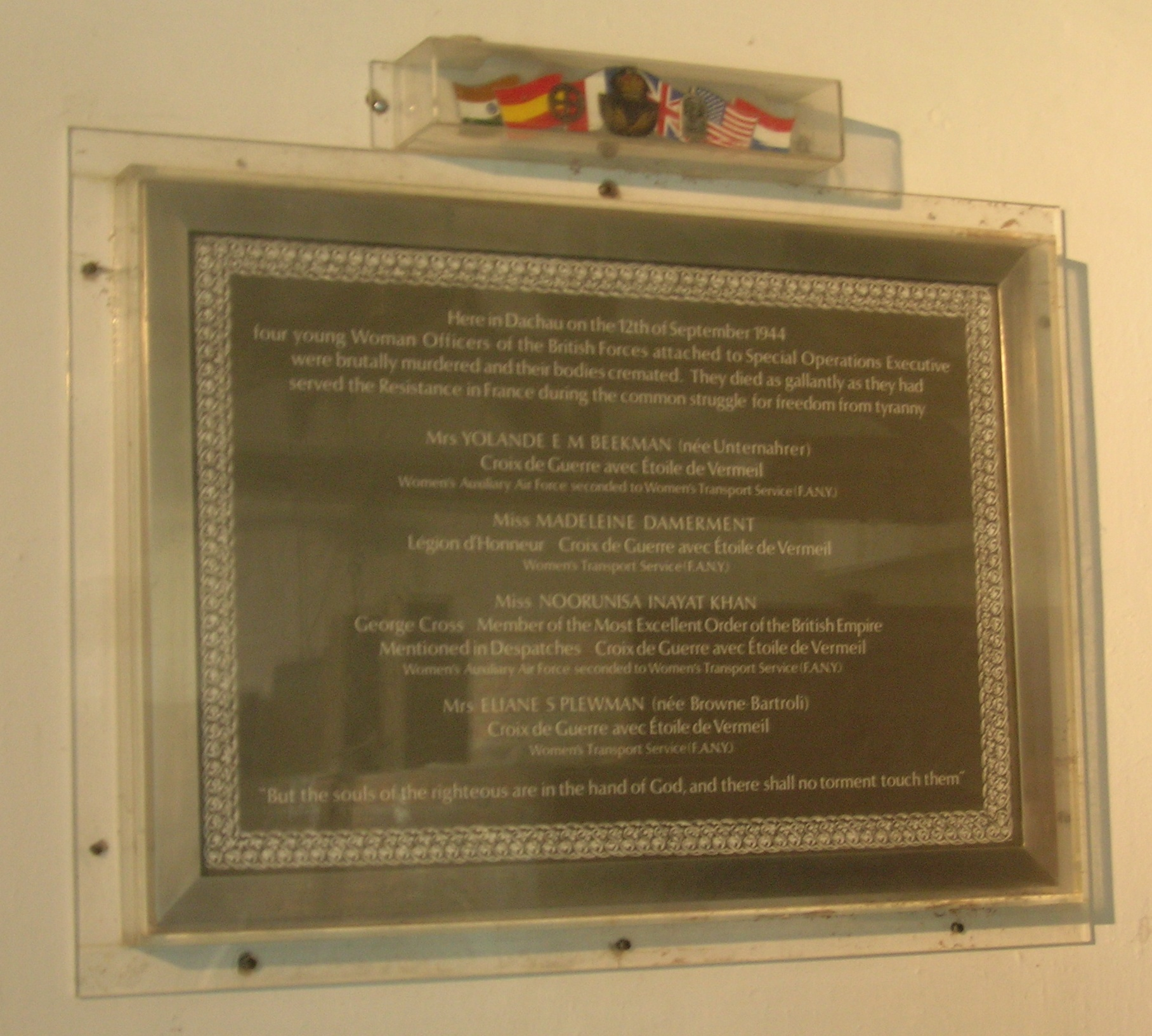

یولاند بیکمن در ۷ نوامبر ۱۹۱۱ در فرانسه به دنیا آمد و در کودکی به همراه خانواده‌اش به لندن نقل مکان کرد. او به زبان‌های انگلیسی، آلمانی و فرانسوی مسلط بود. با شروع جنگ جهانی دوم، او به نیروی هوایی زنان پیوست و در آنجا اپراتوری بی‌سیم را یاد گرفت. به دلیل مهارت‌های زبانی‌اش و توانایی کار با بی‌سیم به فرانسه اعزام شد. در سال ۱۹۴۳ میلادی، با گروهبان جاپ بیکمن از ارتش آلمان ازدواج کرد اما اندکی پس از ازدواج‌شان از شوهرش خداحافظی کرد و برای به دست آوردن اطلاعات به پشت خطوط دشمن در فرانسه اعزام شد. 

## دستگیری و اعدام

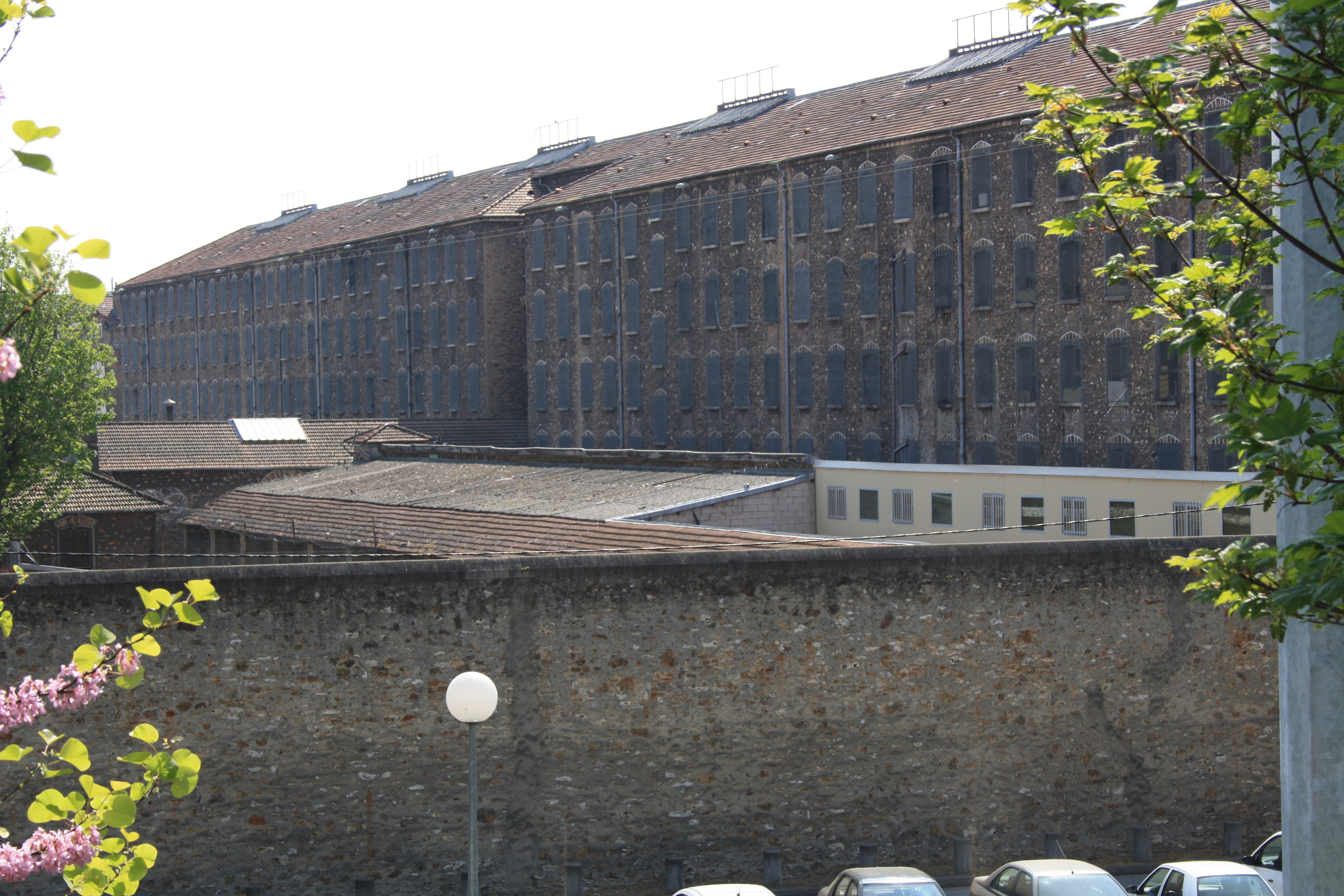
زندان در فرنس در نزدیکی پاریس، فرانسه

وی در ۱۳ ژانویه ۱۹۴۴ میلادی، توسط گشتاپو دستگیر شد. در پایگاه‌های گشتاپو او را مورد شکنجه قرار دادند اما او به حرف نیامد. سپس او را به زندانی در پاریس منتقل کردند. دوباره در آنجا از او بازجویی کردند و او را شکنجه دادند. او را در سلولی زندانی کردند. به گفته هم‌سلولی‌اش، هدویگ مولر، او به قدری آسیب دیده بود که «به‌ندرت می‌توانست از سلول بیرون برود». در مه ۱۹۴۴ میلادی، او و دیگر عوامل دستگیرشده را به زندان زنان در کارلسروهه آلمان منتقل کردند. بیکمن در طول اسارت خودش را با طراحی و قلاب‌دوزی سرگرم می‌کرد. با سوزنی انگشت خودش را سوراخ می‌کرد و با خون خود بر روی دستمال توالت نقاشی می‌کرد. پس از مدت کوتاهی او را به اردوگاه کار اجباری داخائو منتقل کردند. سرانجام، در سپیده‌دم روز ۱۳ سپتامبر ۱۹۴۴ میلادی، او را به همراه چهار زن دیگر تیرباران کردند و اجسادشان را سوزاندند.